# Lijst van voetbalinterlands Angola - Madagaskar
Deze lijst van voetbalinterlands is een overzicht van alle officiële voetbalwedstrijden tussen de nationale teams van Angola en Madagaskar. De Zuidelijk Afrikaanse landen speelden tot op heden negen keer tegen elkaar. De eerste ontmoeting was een kwalificatiewedstrijd voor de Afrika Cup 1992 op 17 augustus 1990 in Luanda. Het laatste duel, een halve finale van de COSAFA Cup 2025, werd gespeeld in Bloemfontein (Zuid-Afrika) op 13 juni 2025.

## Wedstrijden
| № | Plaats       | Datum            | Competitie                                        | Wedstrijd           | Uitslag |
| - | ------------ | ---------------- | ------------------------------------------------- | ------------------- | ------- |
| 1 | Luanda       | 17 augustus 1990 | Afrika Cup 1992 kwalificatie                      | Angola − Madagaskar | 0 − 1   |
| 2 | Antananarivo | 28 april 1991    | Afrika Cup 1992 kwalificatie                      | Madagaskar − Angola | 0 − 0   |
| 3 | Antananarivo | 6 september 2015 | Afrika Cup 2017 kwalificatie                      | Madagaskar − Angola | 0 − 0   |
| 4 | Luanda       | 3 september 2016 | Afrika Cup 2017 kwalificatie                      | Angola − Madagaskar | 1 − 1   |
| 5 | Antananarivo | 13 augustus 2017 | African Championship of Nations 2018 kwalificatie | Madagaskar − Angola | 0 − 0   |
| 6 | Luanda       | 19 augustus 2017 | African Championship of Nations 2018 kwalificatie | Angola − Madagaskar | 1 − 0   |
| 7 | Antananarivo | 5 juni 2022      | Afrika Cup 2023 kwalificatie                      | Madagaskar − Angola | 1 − 1   |
| 8 | Lubango      | 7 september 2023 | Afrika Cup 2023 kwalificatie                      | Angola − Madagaskar | 0 − 0   |
| 9 | Bloemfontein | 13 juni 2025     | COSAFA Cup 2025                                   | Angola − Madagaskar | 4 − 1   |

## Samenvatting
| Competitie                                   | Totaal gespeeld | Winst Angola | Gelijk | Winst Madagaskar | Doelsaldo Angola – Madagaskar |
| -------------------------------------------- | --------------- | ------------ | ------ | ---------------- | ----------------------------- |
| Afrika Cup-kwalificatie                      | 6               | 0            | 5      | 1                | 2 − 3                         |
| African Championship of Nations-kwalificatie | 2               | 1            | 1      | 0                | 1 − 0                         |
| COSAFA Cup                                   | 1               | 1            | 0      | 0                | 4 − 1                         |
| Totaal                                       | 9               | 2            | 6      | 1                | 7 − 4                         |

Wedstrijden bepaald door strafschoppen worden, in lijn met de FIFA, als een gelijkspel gerekend.
FAF · A-internationals · Bondscoaches · Statistieken · Angolees vrouwenelftal · Olympisch elftal · Angola U21 · Angola U20 · Angola U19 · Angola U18 · Angola U17
1980 – 1989 · 
1990 – 1999 · 
2000 – 2009 · 
2010 – 2019 ·
2020 − 2029
WK 2006
1977 · 
1978 · 1979 · 
1980 · 
1981 · 
1982 · 
1983 · 
1984 · 
1985 · 
1986 · 
1987 · 
1988 · 
1989 · 
1990 · 
1991 · 
1992 · 
1993 · 
1994 · 
1995 · 
1996 · 
1997 · 
1998 · 
1999 · 
2000 · 
2001 · 
2002 · 
2003 · 
2004 · 
2005 · 
2006 · 
2007 · 
2008 · 
2009 · 
2010 · 
2011 · 
2012 · 
2013 · 
2014 ·
2015 ·
2016 ·
2017 ·
2018 ·
2019 ·
2020 ·
2021 ·
2022 ·
2023 ·
2024
Algerije ·
Argentinië ·
Bahrein ·
Benin ·
Botswana ·
Burkina Faso ·
Burundi ·
Centraal-Afrikaanse Republiek ·
Comoren ·
Congo-Brazzaville ·
Congo-Kinshasa ·
Cuba ·
Egypte ·
Equatoriaal-Guinea ·
Eritrea ·
Estland ·
Ethiopië ·
Gabon ·
Gambia ·
Ghana ·
Guinee ·
Guinee-Bissau ·
Iran ·
Ivoorkust ·
Japan ·
Kaapverdië ·
Kameroen ·
Kenia ·
Lesotho ·
Letland ·
Liberia ·
Libië ·
Madagaskar ·
Malawi ·
Mali ·
Malta ·
Marokko ·
Mauritanië ·
Mauritius ·
Mexico ·
Mozambique ·
Namibië ·
Niger ·
Nigeria ·
Noord-Macedonië ·
Oeganda ·
Portugal ·
Rwanda ·
Sao Tomé en Principe ·
Saoedi-Arabië ·
Senegal ·
Seychellen ·
Sierra Leone ·
Soedan ·
Swaziland ·
Tanzania ·
Togo ·
Tsjaad ·
Tunesië ·
Turkije ·
Uruguay ·
Venezuela ·
Verenigde Arabische Emiraten ·
Zaïre ·
Zambia ·
Zimbabwe ·
Zuid-Afrika ·
Zuid-Korea
Iran (2006) ·
Mexico (2006) ·
Portugal (2006)
FMF · A-internationals · Malagassisch vrouwenelftal
1960 – 1969 ·
1970 – 1979 ·
1980 – 1989 ·
1990 – 1999 ·
2000 – 2009 ·
2010 – 2019 ·
2020 − 2029
1963 ·
1964 ·
1965 ·
1966 · 
1967 ·
1968 ·
1969 · 
1970 · 
1971 · 
1972 ·
1973 · 
1974 ·
1975 ·
1976 ·
1977 ·
1978 · 
1979 ·
1980 · 
1981 · 
1982 ·
1983 · 
1984 ·
1985 · 
1986 ·
1987 ·
1988 ·
1989 ·
1990 ·
1991 ·
1992 ·
1993 ·
1994 · 
1995 ·
1996 ·
1997 ·
1998 ·
1999 · 
2000 · 
2001 · 
2002 · 
2003 · 
2004 · 
2005 · 
2006 · 
2007 · 
2008 · 
2009 · 
2010 · 
2011 · 
2012 · 
2013 ·
2014 ·
2015 ·
2016 ·
2017 ·
2018 ·
2019 ·
2020 ·
2021 ·
2022 ·
2023 ·
2024
Algerije ·
Angola ·
Benin ·
Botswana ·
Burkina Faso ·
Burundi ·
Centraal-Afrikaanse Republiek ·
Comoren ·
Congo-Brazzaville ·
Congo-Kinshasa ·
Egypte ·
Equatoriaal-Guinea ·
Ethiopië ·
Gabon ·
Gambia ·
Ghana ·
Guinee ·
Iran ·
Ivoorkust ·
Kaapverdië ·
Kameroen ·
Kenia ·
Kosovo ·
Lesotho ·
Liberia ·
Luxemburg ·
Malawi · 
Mali · 
Mauritanië ·
Mauritius · 
Mozambique · 
Namibië · 
Niger ·
Nigeria · 
Oeganda · 
Rwanda ·
Sao Tomé en Principe ·
Senegal ·
Seychellen · 
Soedan ·
Swaziland · 
Tanzania · 
Togo · 
Tsjaad ·
Tunesië · 
Zambia · 
Zimbabwe · 
Zuid-Afrika